# پاگری
پاگری (به لاتین: Pagri) یک شهرک در جمهوری خلق چین است که در Yadong County واقع شده‌است. پاگری ۲٬۱۲۱ نفر جمعیت دارد.